# جائزة إيطاليا الكبرى للدراجات النارية 1997
جائزة إيطاليا الكبرى للدراجات النارية 1997 هو سباق دراجات نارية أقيم بتاريخ 18 مايو 1997 في حلبة موجيلو. كان الجولة الرابعة من أصل 15 في سباق الجائزة الكبرى للدراجات النارية موسم 1997. فاز الأسترالي ميك دوهان بفئة 500 سي سي بينما جاء الإيطالي لوكا كادالورا في المركز الثاني وحصل على المركز الثالث الياباني نوبواتسو أوكي.

## وصلات خارجية
- الموقع الرسمي